# Xanthogryllacris semiurania
Xanthogryllacris semiurania är en insektsart som beskrevs av Heinrich Hugo Karny 1937. Xanthogryllacris semiurania ingår i släktet Xanthogryllacris och familjen Gryllacrididae. Inga underarter finns listade i Catalogue of Life.